# Histiotrophe
Histiotrophe (von griech. ίστός [histos] „Gewebe“ und τρόφος [trophos] „der Nährende“) bezeichnet die für die Versorgung des Embryos von der Gebärmutterschleimhaut (Endometrium) gebildeten Stoffe. Sie gehört mit der Hämotrophe zur sogenannten Embryotrophe, die die Gesamtheit aller zur Versorgung des Embryos bereitgestellten Stoffe darstellt. Histiotrophe spielt vor allem bei Plazentatypen mit erhaltener Gebärmutterschleimhaut (Placenta epitheliochorialis, Placenta syndesmochorialis) die Hauptrolle bei der Ernährung des Embryos bzw. Fötus.
Histiotrophe wird von den Drüsen der Gebärmutterschleimhaut („Uterinmilch“) sowie aus Zerfallsprodukten des Epithels und aus dem Blut austretende Substanzen gebildet. Diese Stoffe werden über Pinozytose vom Epithel der Zottenhaut (Chorion) der Plazenta aufgenommen. In der Histiotrophe können physiologisch sogenannte Riesenzellen vorkommen, die sowohl aus dem mütterlichen als auch fetalen Teil (Trophoblast) der Plazenta stammen können. Diese Riesenzellen können in Form von zweikernigen Zellen (Diplokaryozyten), Synzytien oder Symplasmamassen auftreten. Bei Huftieren, vor allem bei Pferden, kann die Histiotrophe eindicken und so Hippomanes bilden.